# Kupol Lazareva
Kupol Lazareva är en bergstopp i Antarktis. Den ligger i Östantarktis. Norge gör anspråk på området. Toppen på Kupol Lazareva är 63 meter över havet.
Terrängen runt Kupol Lazareva är platt. Trakten är obefolkad. Det finns inga samhällen i närheten.